# Рамзи, Джессика
Джессика Рамзи (англ. Jessica Ramsey; род. 26 июля 1991, Бойнтон-Бич, Флорида) — американская легкоатлетка, специалистка по толканию ядра. Выступает за сборную США по лёгкой атлетике с 2018 года, обладательница бронзовой медали Панамериканских игр, чемпионка США на открытом стадионе, участница летних Олимпийских игр в Токио.

## Биография
Джессика Рамзи родилась 26 июля 1991 года в городе Бойнтон-Бич, штат Флорида. Занималась лёгкой атлетикой во время учёбы в местной школе Boynton Beach Community High School, уже тогда показывала высокие результаты в метании диска, толкании ядра, беге на 100 и 200 метров.
Продолжила спортивную карьеру в колледже South Plains (2011—2012) и в Университете Западного Кентукки (2013—2014). За это время поучаствовала во многих студенческих соревнованиях, неоднократно становилась чемпионкой конференции Sun Belt, в составе университетской команды Western Kentucky Lady Toppers выступала на чемпионатах первого дивизиона Национальной ассоциации студенческого спорта (NCAA), шесть раз получала статус всеамериканской спортсменки. Окончила университет со степенью в области социальных и поведенческих наук.
Первого серьёзного успеха на международном уровне добилась в сезоне 2018 года, когда вошла в состав американской национальной сборной и выступила на чемпионате Северной Америки, Центральной Америки и Карибского бассейна (NACAC) в Торонто, где с результатом 17,80 выиграла бронзовую медаль в зачёте толкания ядра. При этом на чемпионате США в Де-Мойне стала серебряной призёркой.
В 2019 году в той же дисциплине взяла бронзу на чемпионате США в Статен-Айленде и на Панамериканских играх в Лиме, успешно выступила на нескольких коммерческих турнирах в Европе.
В 2021 году на чемпионате США в Юджине, где также проводился национальный олимпийский отбор, с личным рекордом 20,12 превзошла всех соперниц и завоевала золото — тем самым удостоилась права защищать честь страны на летних Олимпийских играх в Токио. На Олимпиаде благополучно преодолела предварительный квалификационный этап толкания ядра, показав результат 18,75 метра, однако в финале провалила все три свои попытки.
В 2022 году на чемпионате NACAC во Фрипорте толкнула ядро на 18,74 метра и стала бронзовой призёркой.